# Kristine Stavås Skistad
Kristine Stavås Skistad (8 februari 1999) is een Noorse langlaufster.

## Carrière
Skistad maakte haar wereldbekerdebuut in maart 2018 in Drammen. In november 2018 behaalde ze in Lillehammer haar eerste toptienklassering in een wereldbekerwedstrijd. Op de wereldkampioenschappen langlaufen 2019 in Seefeld eindigde de Noorse als elfde op de sprint.
Op 28 januari 2023 boekte Skistad in Les Rousses haar eerste wereldbekerzege.

## Resultaten

### Wereldkampioenschappen
| Jaar | Plaats  | Resultaten               |
| ---- | ------- | ------------------------ |
| 2019 | Seefeld | 11e Sprint (vrije stijl) |

### Wereldbeker
| Legenda | Legenda            |
| ------- | ------------------ |
| TdS     | Tour de Ski        |
| NO      | Nordic Opening     |
| LT      | Lillehammer Triple |
| RT      | Ruka Triple        |
| WBF     | Wereldbekerfinale  |
| STC     | Ski Tour Canada    |
| ST      | Ski Tour           |

Eindklasseringen
| Seizoen   | Algm | DI | SP  | TdS |
| --------- | ---- | -- | --- | --- |
| 2018/2019 | 72e  | –  | 36e | –   |
| 2019/2020 | 60e  | –  | 34e | –   |
| 2020/2021 | 99e  | –  | 66e | –   |
| 2021/2022 | 49e  | –  | 26e | –   |
| 2022/2023 |      |    |     | –   |

Wereldbekerzeges individueel
| Nr. | Datum           | Plaats      | Onderdeel                |
| --- | --------------- | ----------- | ------------------------ |
| 1.  | 28 januari 2023 | Les Rousses | Sprint (klassieke stijl) |